# (60423) Chvojen
(60423) Chvojen est un astéroïde de la ceinture principale de la famille de Hungaria.

## Description
(60423) Chvojen est un astéroïde de la ceinture principale, de la famille de Hungaria. Il présente une orbite caractérisée par un demi-grand axe de 1,99 UA, une excentricité de 0,06 et une inclinaison de 23,9° par rapport à l'écliptique.

## Compléments